# Dicranacrus
Dicranacrus is een geslacht van rechtvleugeligen uit de familie sabelsprinkhanen (Tettigoniidae). De wetenschappelijke naam van dit geslacht is voor het eerst geldig gepubliceerd in 1891 door Redtenbacher.

## Soorten
Het geslacht Dicranacrus omvat de volgende soorten:
- Dicranacrus furcatus Saussure, 1899
- Dicranacrus furcifer Redtenbacher, 1891
- Dicranacrus nasutus Saussure, 1899
- Dicranacrus piceus Redtenbacher, 1891
- Dicranacrus variegatus Redtenbacher, 1891
- Dicranacrus voeltzkowi Saussure, 1899